# Khadja Nin

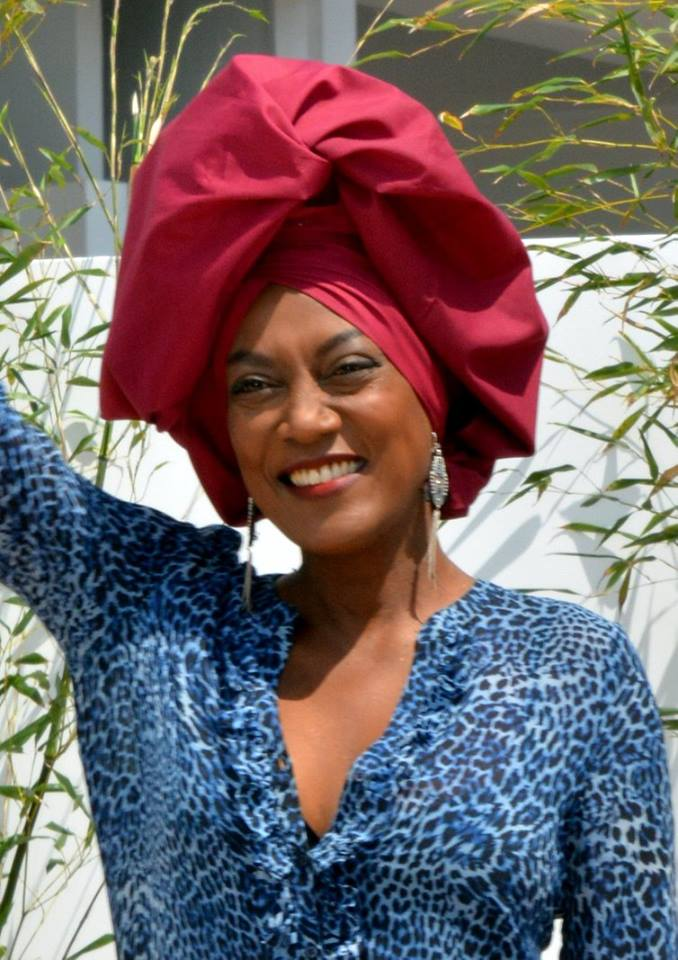
Khadja Nin

Khadja Nin (* 27. Juni 1959 als Jeanine Rema in Burundi) ist eine belgische Musikerin. Ihr Pseudonym Khadja Nin bedeutet phonetisch in ihrer Muttersprache „Kleine Jeanine“.

## Leben
Khadja Nin wurde als eines von acht Kindern in Burundi geboren, als Sechzehnjährige ging sie ins Nachbarland Kongo (damals Zaïre), um ihre Ausbildung fortzuführen. Dort lernte sie ihren Mann kennen, mit dem sie einige Jahre lang ein Gästehaus für Touristen betrieb. 1980 verließ das Paar mit dem gemeinsamen Kind die von einem Bürgerkrieg geplagte Region, und emigrierte nach Belgien. Dort starb ihr Mann. Zusammen mit ihrem Sohn machte sie eine schwierige Zeit durch. Sie hielt sich mit Gelegenheitsjobs über Wasser.
1985 lernte sie den Musikproduzenten Nicolas Fiszman kennen, der sie ermutigte, Lieder zu verfassen. Nin nahm den Rat an und schrieb Lieder in den Sprachen Französisch, Swahili und Kirundi. Musikalisch legte sie sich auf keine Richtung fest; sie verband afrikanische Elemente mit dem europäischen Pop und übernahm Elemente des französischen Zouk und lateinamerikanischer Musik. 1991 wurde die Plattenfirma BMG auf sie aufmerksam, mit der sie ihr Debütalbum Khadja Nin aufnahm. 1997 sang sie Sailing im Duett mit Montserrat Caballé auf deren Album Friends For Life.
2018 wurde sie in die Wettbewerbsjury des 71. Filmfestivals von Cannes berufen.
Khadja Nin ist mit dem Ex-Formel-1-Rennfahrer Jacky Ickx verheiratet. Sie lebt abwechselnd in Monaco und in Ohain bei Waterloo südlich von Brüssel und ist Botschafterin für die UNICEF.

## Auszeichnungen
- 1997: Kora All African Music Awards in der Kategorie Most promising Female Artist of Africa[1]
- 1999: Kora All African Music Awards in der Kategorie Best Artist of East Africa[2]

## Diskografie

### Alben
| Jahr | Titel     | Höchstplatzierung, Gesamtwochen, AuszeichnungChartplatzierungen (Jahr, Titel, Platzierungen, Wochen, Auszeichnungen, Anmerkungen) | Höchstplatzierung, Gesamtwochen, AuszeichnungChartplatzierungen (Jahr, Titel, Platzierungen, Wochen, Auszeichnungen, Anmerkungen) | Anmerkungen |
| Jahr | Titel     | FR | BEW | Anmerkungen |
| ---- | --------- | --- | --- | ----------- |
| 1996 | Sambolera | FR9 ×2Doppelgold · (11 Wo.)FR | BEW12 (27 Wo.)BEW |             |
| 1998 | Ya...     | — | BEW26 (8 Wo.)BEW |             |

Weitere Alben
- 1992: Khadja Nin
- 1994: Ya Pili ...

### Singles
| Jahr | Titel Album                           | Höchstplatzierung, Gesamtwochen, AuszeichnungChartplatzierungen (Jahr, Titel, Album, Platzierungen, Wochen, Auszeichnungen, Anmerkungen) | Höchstplatzierung, Gesamtwochen, AuszeichnungChartplatzierungen (Jahr, Titel, Album, Platzierungen, Wochen, Auszeichnungen, Anmerkungen) | Höchstplatzierung, Gesamtwochen, AuszeichnungChartplatzierungen (Jahr, Titel, Album, Platzierungen, Wochen, Auszeichnungen, Anmerkungen) | Anmerkungen                     | [↑]: gemeinsam behandelt mit vorhergehendem Eintrag; [←]: in beiden Charts platziert |
| Jahr | Titel Album                           | FR | BEF | BEW | Anmerkungen                     |                                                                                      |
| ---- | ------------------------------------- | --- | --- | --- | ------------------------------- | ------------------------------------------------------------------------------------ |
| 1992 | Wale watu Khadja Nin                  | — | BEF29 (6 Wo.)BEF [BEW: ←] | BEF29 (6 Wo.)BEF [BEW: ←] |                                 |                                                                                      |
| 1992 | Samba Latino Khadja Nin               | — | BEF46 (2 Wo.)BEF [BEW: ←] | BEF46 (2 Wo.)BEF [BEW: ←] |                                 |                                                                                      |
| 1993 | Love’s Embrace                        | — | BEF5 (13 Wo.)BEF [BEW: ←] | BEF5 (13 Wo.)BEF [BEW: ←] | The Dinky Toys feat. Khadja Nin |                                                                                      |
| 1996 | Sambolera mayi son Sambolera          | FR6 Gold · (20 Wo.)FR | — | BEW19 (13 Wo.)BEW |                                 |                                                                                      |
| 1996 | Free (Sina mali, sina deni) Sambolera | FR39 (3 Wo.)FR | — | — |                                 |                                                                                      |